# Klokkesten van Lyø

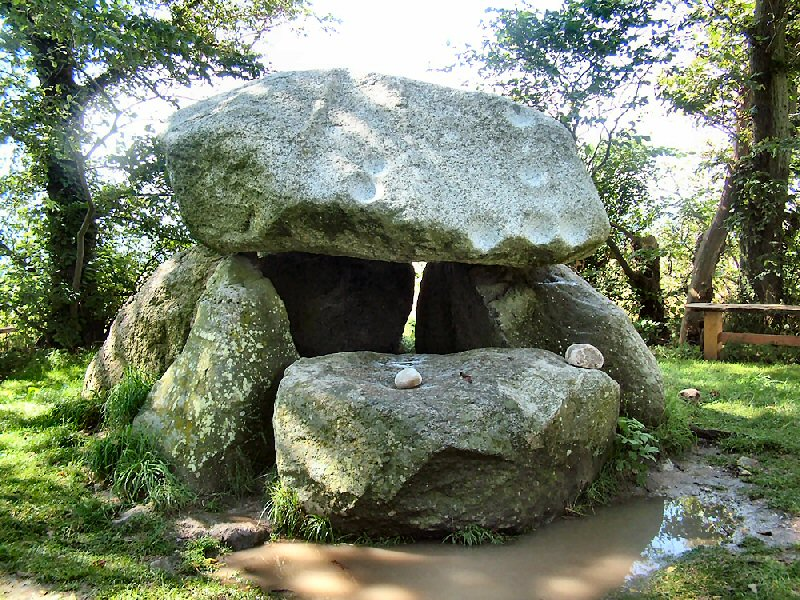
Klokkesten

De Klokkesten van Lyø is een hunebed op het Deense eiland Lyø. Hij mag niet verward worden met de Klokkesten van Frejlev op Lolland.
De vrijstaande dolmen van de west-oost georiënteerde Klokkesten ligt in het westen van het eiland op een aarden heuvel in een kleine met iepen begroeide omheining uit 1920. Vanaf dit punt is er zicht op de zee rond Lyø.
Vijf dragende stenen, twee aan elke kant, een eindsteen in het westen en een grote drempelsteen in de kameropening, vormen samen met de grote deksteen de 1,8 x 1,2 m grote kamer van deze megalithische omheining uit de trechterbekercultuur, daterend tussen 3500 en 2800 v.Chr. De sluitsteen, die een tonaal geluid maakt wanneer erop wordt geslagen met een kei, als een lithofoon, gaf de dolmen zijn naam. Op de sluitsteen zijn grote, komvormige holtes te vinden die door mensenhand lijken te zijn aangebracht. 
Op het eiland bevinden zich nog meer hunebedden, namelijk “Bøjeshøj”, “Kongens Kilde”, “Vesterrødhørdhøj” en Kong Lavses Grav en in het oosten van het eiland ligt Store Stenhøj .